# 314988 Sireland
314988 Sireland è un asteroide della fascia principale. Scoperto nel 2006, presenta un'orbita caratterizzata da un semiasse maggiore pari a 3,0486811 UA e da un'eccentricità di 0,0917366, inclinata di 9,88595° rispetto all'eclittica.